# Chiang Pin-kung
Chiang Pin-kung (ur. 16 grudnia 1932 w powiecie Nantou, zm. 10 grudnia 2018 w Tajpej) – tajwański polityk, członek Kuomintangu.
W latach 1967–1974 pełnił funkcję attaché handlowego w ambasadzie Republiki Chińskiej w Tokio. W 1971 roku uzyskał doktorat z agroekonomii na Uniwersytecie Tokijskim. Następnie przebywał w Południowej Afryce jako attaché handlowy w konsulacie generalnym w Johannesburgu (1974–1979) i w ambasadzie RCh (1979–1981). Od 1993 do 1996 roku był ministrem gospodarki Republiki Chińskiej, zaś w latach 1996–2000 przewodniczącym Komisji Planowania Gospodarczego i Rozwoju.
W latach 2002–2005 pełnił funkcję wiceprzewodniczącego Yuanu Ustawodawczego. W 2005 roku był przewodniczącym oficjalnej delegacji członków Kuomintangu do Chińskiej Republiki Ludowej, spotykając się z przywódcami tego państwa. W 2007 roku przez krótki czas pełnił funkcję tymczasowego przewodniczącego Kuomintangu.
Od 2008 do 2012 roku był przewodniczącym Straits Exchange Foundation (SEF), nieoficjalnego stowarzyszenia odpowiedzialnego za kontakty między Chinami i Tajwanem.